# Cucullia benderi
Cucullia benderi là một loài bướm đêm trong họ Noctuidae.